# Halterofilismo nos Jogos Olímpicos de Verão de 2024 - Até 71 kg feminino
A categoria até 71 kg feminino do halterofilismo nos Jogos Olímpicos de Verão de 2024 ocorreu na Arena 6 Paris Sul em Paris, França, em 9 de agosto de 2024. Um total de 12 halterofilistas, cada uma representando um Comitê Olímpico Nacional (CON), participaram do evento.

## Qualificação
Até 12 halterofilistas poderiam se qualificar, com as vagas sendo alocadas da seguinte forma:
- Dez pelo ranking de qualificação olímpica da Federação Internacional de Halterofilismo (IWF);
- Uma pelo ranking de qualificação olímpica continental da IWF;
- Uma para o país anfitrião ou pelo princípio de universalidade.

## Calendário
Horário local (UTC+2)
| Data                | Hora  | Fase  |
| ------------------- | ----- | ----- |
| 9 de agosto de 2024 | 19:30 | Final |

## Medalhistas
| Ouro   | USA Olivia Reeves  |
| Prata  | COL Mari Sánchez   |
| Bronze | ECU Angie Palacios |

## Recordes
Antes desta competição, os seguintes recordes eram estabelecidos:
| Recorde          | Tipo      | Halterofilista  | Peso   | Local     | Data                   |
| Recorde mundial  | Arranque  | Angie Palacios  | 121 kg | Havana    | 14 de junho de 2023    |
| Recorde mundial  | Arremesso | Song Kuk-hyang  | 154 kg | Tasquente | 7 de fevereiro de 2024 |
| Recorde mundial  | Total     | Liao Guifang    | 273 kg | Riade     | 13 de setembro de 2023 |
|                  |           |                 |        |           |                        |
| Recorde olímpico | Arranque  | Padrão olímpico | 115 kg | —         | —                      |
| Recorde olímpico | Arremesso | Padrão olímpico | 148 kg | —         | —                      |
| Recorde olímpico | Total     | Padrão olímpico | 265 kg | —         | —                      |

Após a competição, os seguintes recordes foram estabelecidos:
| Recorde          | Tipo     | Halterofilista    | Peso   | Local | Data                |
| Recorde olímpico | Arranque | USA Olivia Reeves | 117 kg | Paris | 9 de agosto de 2024 |

## Resultados
| Pos.              | Halterofilista     | CON                             | Arranque (kg) | Arranque (kg) | Arranque (kg) | Arranque (kg) | Arremesso (kg) | Arremesso (kg) | Arremesso (kg) | Arremesso (kg) | Total |
| Pos.              | Halterofilista     | CON                             | 1             | 2             | 3             | Result.       | 1              | 2              | 3              | Result.        | Total |
| ----------------- | ------------------ | ------------------------------- | ------------- | ------------- | ------------- | ------------- | -------------- | -------------- | -------------- | -------------- | ----- |
| Medalha de ouro   | Olivia Reeves      | USA Estados Unidos              | 112           | 115           | 117           | 117           | 140            | 145            | 150            | 145            | 262   |
| Medalha de prata  | Mari Sánchez       | COL Colômbia                    | 108           | 112           | 112           | 112           | 135            | 140            | 145            | 145            | 257   |
| Medalha de bronze | Angie Palacios     | ECU Equador                     | 110           | 114           | 116           | 116           | 135            | 138            | 140            | 140            | 256   |
| 4                 | Siuzanna Valodzka  | AIN Atletas Individuais Neutros | 108           | 111           | 113           | 111           | 135            | 140            | 142            | 135            | 246   |
| 5                 | Marie Fegue        | FRA França                      | 110           | 110           | 114           | 110           | 132            | 133            | 138            | 133            | 243   |
| 6                 | Chen Wen-huei      | TPE Taipé Chinês                | 102           | 103           | 106           | 103           | 133            | 139            | 140            | 133            | 236   |
| 7                 | Joy Ogbonne Eze    | NGR Nigéria                     | 95            | 101           | 105           | 101           | 120            | 127            | 131            | 131            | 232   |
| 8                 | Amanda Schott      | BRA Brasil                      | 100           | 104           | 106           | 106           | 117            | 123            | 131            | 123            | 229   |
| 9                 | Neama Said         | EGY Egito                       | 97            | 101           | 102           | 97            | 120            | 125            | —              | 125            | 222   |
| 10                | Jacqueline Nichele | AUS Austrália                   | 90            | 94            | 98            | 94            | 115            | 120            | 120            | 115            | 209   |
| —                 | Loredana Toma      | ROU Romênia                     | 111           | 115           | 117           | 115           | 131            | 133            | 134            | —              | DNF   |
| —                 | Vanessa Sarno      | PHI Filipinas                   | 100           | 100           | 100           | —             | —              | —              | —              | —              | DNF   |

Legenda
| Recorde mundial      | Recorde mundial (World record)               |                       | Recorde africano                      | Recorde africano (African) |                                           | Q | Classificado por posição (Qualified) |
| Recorde olímpico     | Recorde olímpico (Olympic record)            | Recorde da América    | Recorde da América (Americas)         | q                          | Classificado por melhor tempo (Qualified) |   |                                      |
| Melhor marca do ano  | Melhor marca do ano (World leading)          | Recorde asiático      | Recorde asiático (Asian)              | DNS                        | Não largou (Did not start)                |   |                                      |
| Recorde nacional     | Recorde nacional (National record)           | Recorde europeu       | Recorde europeu (European)            | DNF                        | Não terminou (Did not finish)             |   |                                      |
| Recorde pessoal      | Recorde pessoal do atleta (Personal best)    | Recorde da Oceania    | Recorde da Oceania (Oceania)          | DSQ / DQ                   | Desclassificado (Disqualified)            |   |                                      |
| Recorde da temporada | Recorde da temporada do atleta (Season best) | Recorde sul-americano | Recorde sul-americano (South America) | NM                         | Sem marca (No mark)                       |   |                                      |